# Hexamitodera semivelutina
Hexamitodera semivelutina är en skalbaggsart som beskrevs av Heller 1896. Hexamitodera semivelutina ingår i släktet Hexamitodera och familjen långhorningar.
Artens utbredningsområde är Sulawesi. Inga underarter finns listade i Catalogue of Life.